# Melchior Péronard
Melchior Péronard, né le 6 janvier 1805 à Paris où il est mort le 20 septembre 1881, est un peintre et graveur français.

## Biographie
Melchior Péronard est le fils de Pierre Melchior Péronard, professeur de musique, et d'Adelaïde Françoise Allan.
En 1825, il épouse Anne Catherine Gastebois.
Élève de Guillaume Guillon Lethière, il expose au Salon à partir de 1833.
Il meurt à son domicile de la rue Clairaut
 à l'âge de 76 ans.